# ميخائيل لازاروف
ميخائيل لازاروف هو لاعب كرة قدم بلغاري في مركز الدفاع، ولد في 31 أغسطس 1980 في فارنا في بلغاريا. لعب مع نادي تشيرنو مور فارنا ونادي سبارتاك فارنا.